# Tehnica votului multiplu
Tehnica votului multiplu (engleză multi-voting) este o metodă de luare a deciziei în grup care restrânge o listă largă de posibilități de alegere a unor idei (sau itemi) la o listă mai restrânsă de idei prioritare sau la o selecție finală. Această metodă/tehnică este de preferat deoarece permite unui element (sau unei idei sau unui item) care este susținut de toți membrii grupului, însă nu este alegerea de top a niciunuia, să urce în clasament. Atunci când este folosit ca tehnică de facilitare a deciziei în grup, acest proces este denumit vot multiplu (engleză multi-voting).

## Situații de utilizare
Cazurile curente de utilizare pot fi:
- După ce a fost folosită o sesiune de brainstorming sau alte instrumente de dezvoltare cu scopul de a genera o lungă listă de posibilități sau alternative (opțiuni), fără a le discuta și compara între ele;
- Atunci când lista trebuie redusă;
- Atunci când decizia trebuie luată folosind discernământul unui grup.[2]

## Procedura de aplicare
1. Se afișează lista de opțiuni (idei, itemi) care vor fi prioritizate. Se combină elementele (itemii) care se repetă. Se poate utiliza diagrama afinităților pentru a organiza un număr mare de idei și pentru a elimina repetările și suprapunerile. Poate fi folositoare și reducerea listelor.
2. Se numerotează (sau se marchează prin litere) toate elementele.
3. Se decide câte elemente trebuie să rămână pe lista redusă, obținută la final. Se decide pentru câte alegeri va vota fiecare membru al grupului. De obicei sunt permise cinci alegeri. Cu cât lista originală este mai lungă, cu atât vor fi permise mai multe voturi pentru fiecare membru, până la zece.
4. Lucrând individual, fiecare membru al grupului selectează cele cinci atribute/itemi (sau oricâte alegeri sunt permise) pe care le consideră cele mai importante. Fiecare membru aranjează opțiunile sale, în ordinea sa de prioritate, prima fiind relativ cea mai importantă. De exemplu, dacă fiecărui membru îi sunt permise cinci voturi, opțiunea de top (considerată de el/ea ca fiind cea mai importantă) va fi clasată pe locul cinci, următoarea pe locul patru ș.a.m.d. Fiecare opțiune este scrisă pe o foaie de hârtie separată, cu clasarea evidențiată în colțul din dreapta jos al paginii.
5. Se numără voturile. Se colectează foile de hârtie, se amestecă apoi se scriu pe un flipchart sau pe o tablă albă. Cea mai simplă modalitate de a înscrie voturile acordate este ca cineva să noteze toate valorile individuale acordate, în dreptul fiecărei opțiuni. Se însumează valorile voturilor (scoruri) acordate pentru fiecare opțiune, pentru a stabili prioritățile asumate de acest grup.
6. Dacă decizia este clară, procedura este încheiată. În caz contrar, procedura continuă cu o discuție scurtă în legătură cu votul. Scopul discuției este concentrarea atenției asupra diferențelor de vot drastice, de exemplu un atribut/item care a primit atât votul 5 cât și 1; se înlătură greșelile care pot apărea datorită informațiilor incorecte sau neînțelegerii unui atribut.
7. Se repetă procesul de votare cu pașii 4 și 5. Dacă este necesară o precizie mai mare în privința luării deciziei, acest vot poate fi realizat prin ponderarea criteriului importanței pentru fiecare opțiune pe o scară de la 1 la 10, unde 10 este cel mai important.

### Metoda bulinelor adezive
Se folosește procedura de bază, prezentată mai înainte, cu excepția votului individual, înainte de care se plasează etichete adezive rotunde alături de alegerile fiecăruia, câte o bulină pentru fiecare alegere a fiecărei persoane votante, și se scrie punctajul pe această bulină. Această metodă se poate folosi pentru votarea de către un grup mai mare care nu se poate întruni în același timp, dar care poate folosi flipchart-ul pentru a-și exprima opțiunile. Un alt scop al acestei metode poate fi de a deosebi alegerile diferitelor segmente de votanți, prin oferirea unor buline de culori diferite.

## Caracteristici ale votului multiplu
Votul multiplu nu asigură consensul asupra priorității ideilor (itemilor). Aprobarea unanimă este o decizie „cu care poate trăi” orice membru al echipei și pe care „o poate suporta”. Discuțiile de după votul multiplu vor indica dacă echipa a ajuns la consens.
În sesiunea de brainstorming inițială se pot discuta mai multe criterii care pot fi importante pentru decizia curentă, de exemplu:
- itemi cu cele mai scăzute costuri;
- itemii cei mai inovativi;
- itemii cei mai importanți pentru clienții noștri.